# First World Hotel & Plaza
El First World Hotel es un hotel de tres estrellas en Genting Highlands, Pahang, Malasia. Con un total de 7351 habitaciones, ha establecido el récord mundial Guinness para el hotel más grande del mundo (por número de habitaciones). En 2006, contaba con 6118 habitaciones, lo que lo convirtió en el hotel más grande hasta que lo superó The Palazzo, una expansión de The Venetian ubicado en Las Vegas Strip inaugurada el 1 de enero de 2008. Recuperó el título en 2015 tras  la apertura de un nuevo bloque. Ha recibido 35,5 millones de huéspedes desde 2006.

## Características

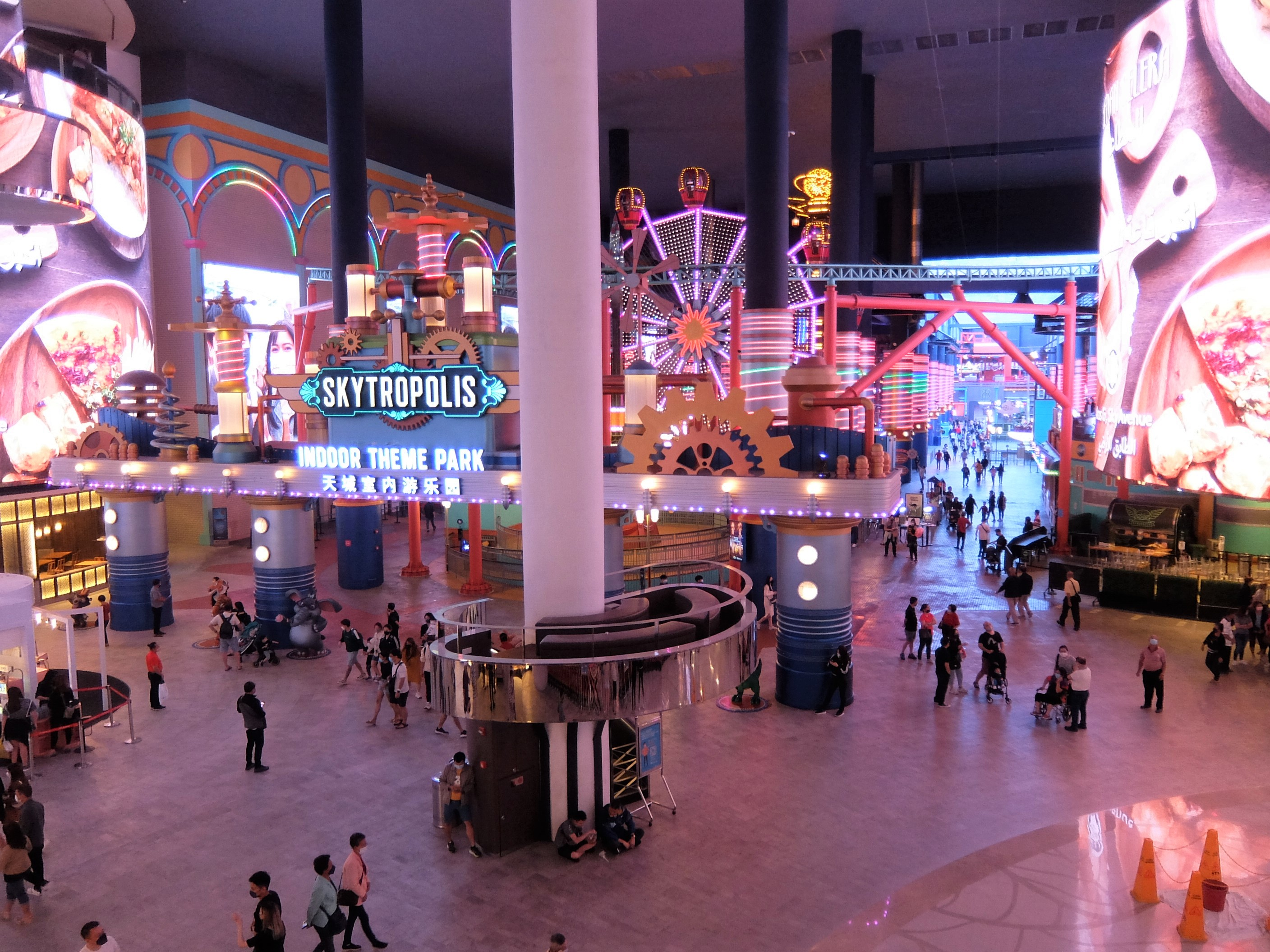
Parque temático Skytropolis en el interior del First World Plaza, Genting Highlands, Pahang, Malasia

First World Hotel consta de la Torre 1 y la Torre 2 con 3.164 habitaciones estándar, 292 habitaciones de lujo, 649 habitaciones triples de lujo, 480 habitaciones de lujo superior y 136 habitaciones World Club.
En 2015 amplió el Anexo de la Torre 2, que en total cuenta con 1.233 habitaciones, incluidas las XYZ Deluxe y XYZ Triple. El tamaño medio de las habitaciones es de 15,7 m².
First World Hotel es el primer hotel en el Sudeste Asiático en lanzar quioscos electrónicos o quioscos de check-in y check-out exprés.

## Diseño
Un piso por encima del nivel del vestíbulo del hotel es una plaza de 46 000 m² llamada First World Plaza, con locales comerciales, restaurantes y atracciones de parques temáticos cubiertos.
El hotel también se conecta con el nuevo centro comercial SkyAvenue, que también alberga la estación Awana Skyway que conecta con Genting Highlands Premium Outlets.